# Eduardo Vásquez Jaramillo
Eduardo Vásquez Jaramillo (Santa Rosa de Osos, 1850-Medellín, 24 de enero de 1933) fue un político, terrateniente y empresario colombiano, que sirvió como gobernador de Antioquia y gobernador del Departamento de Medellín.

## Biografía
Nacido en Santa Rosa de Osos, al centro norte de Antioquia, realizó sus primeros estudios bajo la tutela de Mariano Ospina Rodríguez, y después en Bogotá, con los padres jesuitas. Depuesto el gobierno de Ospina Rodríguez tuvo que exiliarse en Europa y Estados Unidos, país donde estudió en la Universidad de Pensilvania. 
Ocupó su primer puesto público durante el gobierno de Pedro Justo Berrío (1864-1873), cuando fue nombrado prefecto del Departamento del Centro y bajo este mismo gobernador como miembro del Concejo de Medellín. Fue miembro del Directorio del Partido Conservador en Antioquia. En 1879, formó parte de la fallida rebelión contra el gobernador de Antioquia, General Tomás Rengifo, cosa que significó su destierro y la reducción de su fortuna. Participó de la Guerra Civil de 1885 acompañando a los generales conservadores Abraham Moreno y Marceliano Vélez, en defensa del gobierno del Partido Nacional de Rafael Núñez. Durante las elecciones presidenciales de 1892 fue uno de los principales patrocinadores de la campaña de Marceliano Vélez a la presidencia. En 1899 regresó al campo militar, y se convirtió en uno de los principales negociadores del Partido Nacional que buscaban el apoyo del Conservadurismo "histórico"; esfuerzos que intensificó tras saber del desastre ocurrido al gobierno en Peralonso. Amigo personal del general Rafael Reyes, intentó convencerlo de negociar con la oposición. Depuesto Reyes, Vásquez fue nombrado en 1909 fue nombrado como gobernador del Departamento de Antioquia, ejerciendo simultáneamente como gobernador del Departamento de Medellín, estando en el cargo hasta 1910, cuando fue nombrado como gobernador del reunificado Departamento de Antioquia. Siendo gobernador reabrió la Escuela de Artes y Oficias, fundada por Pedro Justo Berrío, y nombró director a José María Villa. 
En el campo empresarial destacó en gran cantidad de negocios, siendo cofundador del Banco de Antioquia, en 1872. de la Compañía Minera de Occidente, en 1874, cofundador de la Cervecería Antioqueña en 1901 y de la Compañía Antioqueña de Tejidos. También fue socio de la Sociedad Agrícola del Sinú, empresa ganadera de gran importancia en el valle del Río Sinú, del Banco Popular de Medellín, de la Ferrería Amagá y de la Compañía de Tejidos de Medellín. En la industria minera empezó en 1874 con la compra de la mayor parte de la participación accionaria de la Mina Farallón, en el municipio de Bolívar, siguiéndole compras como la de la mina Macanal Boyacá (1915) y de acciones de la Compañía Minera Consolidad Unión (1910); al momento de su muerte era socio de más de 39 minas de oro en 5 departamentos. Así mismo, desde joven invirtió en propiedades inmobiliarias y fundó junto con su hermano Julián la empresa “Eduardo y Julián Vásquez Jaramillo”, sociedad que se dedicó al comercio internacional, la minería y el crédito bancario. 
Fue junto con su hermano y con su sobrino y yerno Pedro Nel Ospina Vásquez, fue uno de los pioneros en la industria cafetera de Antioquia, al ser estos tres fundadores de la primera empresa cafetera de importancia en el occidente de Colombia, organizada a partir de las fincas propiedad de Eduardo. Junto con la familia Correa (Los hermanos Emilio, Félix y Maximiliano) y sus sobrinos Vásquez Uribe, fundó la empresa Calzado Rey Sol. Fue cofundador junto con Maximiliano Correa de la firma inversora “Vásquez, Correa y Cía.”, que llegó a tener el control del Banco de Sucre, empresa que sirvió como sucursal del Banco Central de Colombia en Medellín, se convirtió en una de las principales empresas cambiarias del país y se encargó de administrar los fondos financieros de gran cantidad de empresas mineras, empresas textiles y de instituciones públicas como la gobernación de Antioquia, el Ferrocarril de Antioquia y la Administración Departamental y Nacional de Rentas.

## Familia
Miembro de la Familia Vásquez, emparentada con la Familia Ospina, su padre fue el importante empresario Pedro José Vásquez Calle, su tío Julián Vásquez Calle, su primo Miguel Vásquez Barrientos y sus hermanos los empresarios Uladislao, Pedro, Julián y Enriqueta Vásquez Jaramillo, esta última quien sería la tercera esposa de Mariano Ospina Rodríguez. 
Casado con Elena Uribe Uribe, su única hija fue la empresaria Carolina Vásquez Uribe, esposa de su primo Pedro Nel Ospina, quien sería presidente de Colombia entre 1922 y 1926. Así mismo, entre sus sobrinos están el ya mencionado Pedro Nel, Tulio Ospina Vásquez (Ministro de Instrucción Pública), Mariano Ospina Vásquez (Ministro de Guerra) y los empresarios Pedro, Inés, Uladislao y Julián Vásquez Uribe.